# Koivuluoto (ö i Södra Savolax, Nyslott, lat 62,03, long 28,41)
Koivuluoto är en ö i Finland. Den ligger i sjön Haukivesi och i kommunen Rantasalmi i den ekonomiska regionen  Nyslotts ekonomiska region  och landskapet Södra Savolax, i den sydöstra delen av landet, 270 km nordost om huvudstaden Helsingfors. Öns area är 0,3 hektar och dess största längd är 140 meter i öst-västlig riktning.